# U.S. Route 8
Pour les articles homonymes, voir Route 8.
La U.S. Route 8 (ou US 8) est une U.S. Route d'une longueur de 451 km qui traverse d'ouest en est les états du Minnesota, du Wisconsin et du Michigan, la majeure partie de son tracé se situant dans le Wisconsin. Elle relie Forrest Lake, Minnesota, à Norway, ville située dans la péninsule supérieure du Michigan. Elle se trouve majoritairement sous la forme d'une route revêtue à deux voies non séparées, à l'exception d'un court segment autoroutier près de Forest Lake et de deux sections proches du pont sur la rivière Sainte-Croix et de Rhinelander au Wisconsin.
La route acquit une existence légale le 11 novembre 1926, comme le reste du U.S. Highway System. À l'époque, la route allait de Forrest Lake, Minnesota, à Pembine, Wisconsin, une extension vers Powers, Michigan, étant planifiée. Quelques changements de tracé ont eu lieu depuis. Le terminus ouest fut un temps déplacé vers le sud à Minneapolis, avant de retourner à Forrest Lake. D'autres changements de terminus se sont également produits au terminus oriental, déplacé de Powers vers sa position actuelle à Norway. Les départements des transports ont toutefois proposé à plusieurs époques différentes des projets visant à changer l'itinéraire de la route pour la relier à son terminus de 1926. Le tracé de la route à travers les trois états a également été plusieurs fois modifié, suivant différents alignements selon les années.
Le WisDOT a construit dans les années 1990 un contournement de Rhinelander et a créé par la même occasion un business loop suivant l'ancien tracé de la route à travers la ville. Ce loop était maintenu par la municipalité à travers le quartier d'affaires de Rhinelander. Les panneaux le signalant ont été enlevés en 2005.

## Description du tracé

### Forest Lake à St. Croix Falls
La US 8 débute à un échangeur avec l'I-35 à Forest Lake. Le premier mile (1,6 km) de la route est sous forme autoroutière et la route croise la US 61. À l'est de cette jonction, la route suit Lake Boulevard North autour de Forest Lake et continue vers le nord-est à travers la ville pour ensuite passer du comté de Washington au comté de Chisago. La route continue vers le nord-est le long de terres agricoles en suivant la rive du Green Lake vers Chisago City. La US 8 suit Lake Boulevard dans Chisago City le long de l'isthme entre le Lac Chisago, plus grand, et le Lac Wallmark, plus petit, à l'est de la ville. La route bifurque vers l'est et passe près de Lindström. À l'est de la ville, elle entre à Center City.
À Center City, la US 8 parcourt un chemin entre les lacs North et South Center. À l'est de la ville, la US 8 continue son trajet en suivant cette direction vers Shafer. Elle atteint ensuite la rivière Sainte-Croix qu'elle longe jusqu'à Taylors Falls. Dans la ville, elle traverse la rivière, quittant du même coup le Minnesota pour entrer dans le Wisconsin.

### St. Croix Falls à Rhinelander
La US 8 entre dans le comté de Polk à St. Croix Falls. La US 8 passe dans le sud de la ville et se dirige vers l'est. Elle atteint Turtle Lake, où elle rencontre la US 63, avec laquelle elle forme un court multiplex dans la ville. À la sortie est de la ville, la US 8 continue vers l'est alors que la US 63 prend la direction nord. Au sud-ouest de Cameron, elle rencontre la US 53. Elle contourne ensuite la ville par le sud et l'est avant de poursuivre son tracé. Elle passe ensuite par Weyerhaeuser et Bruce avant d'atteindre Ladysmith, après avoir traversé des zones très rurales.
En quittant Ladysmith, la US 8 passe par les communautés de Tony, de Glen Flora, d'Ingram et de Hawkins sur son trajet vers l'extrémité du comté de Rusk. Dans le comté de Price, la US 8 passe par Kennan et Catawba. La US 8 continue vers l'est en passant par Prentice. Au nord de Tomahawk, elle rencontre la US 51. La US 8 continue son tracé et atteint Rhinelander, ville qu'elle contourne légèrement par le sud.

### Rhinelander à Norway
Après avoir quitté Rhinelander, la US 8 se dirige vers l'est. À Monico, elle rencontre la US 45, avec laquelle elle entame un court multiplex. La route continue vers l'est et atteint et Laona. Dans cette dernière ville, elle bifurque vers le nord jusqu'à l'ouest de Cavour. Elle reprend une orientation vers l'est et passe par Armstrong Creek, Goodman et Dunbar jusqu'à ce qu'elle atteigne la US 141 au sud de Pembine. Elle forme un multiplex avec celle-ci vers le nord, jusqu'au sud de Niagara. Là, elle bifurque vers l'est et atteint la rivière Menominee qu'elle traverse pour entrer au Michigan près du Parc Pier's Gorge.
En entrant au Michigan au sud de Norway, la US 8 continue vers le nord jusqu'à la ville-même. Elle se termine à la jonction avec la US 2.

## Intersections majeures
Minnesota
 I-35 à Forest Lake
 US 61 à Forest Lake
Wisconsin
 US 63 à Turtle Lake. Les routes forment un multiplex dans la ville.
 US 53 au sud-ouest de Cameron
 US 51 au nord-est de Tomahawk
 US 45 à Monico. Les routes forment un multiplex dans la ville.
 US 141 à Pembine. Les routes forment un multiplex jusqu'au sud-est de Niagara
Michigan
 US 2 à Norway